# پیسکاتاوی (مریلند)
پیسکاتاوی (به انگلیسی: Piscataway) یک منطقهٔ مسکونی در ایالات متحده آمریکا است که در مریلند واقع شده‌است.